# Arteria tibiale posteriore
L'arteria tibiale posteriore è un'arteria posizionata dietro la tibia. Scende per dare origine all'arteria plantare mediale e all'arteria plantare laterale poste nel piede. Irrora le strutture del comparto della parte esterna della gamba e quello della parte interna della gamba. È la più grande arteria dei rami dell'arteria poplitea.

## Decorso e rapporti
Origina al di sotto dell'arcata tendinea del muscolo soleo e discende, decorrendo tra il muscolo tricipite della sura e i muscoli tibiale posteriore e flessore lungo delle dita (muscoli della loggia posteriore della gamba), fino a raggiungere la superficie mediale del calcagno sotto l'origine del muscolo abduttore dell'alluce. A questo livello si divide nei suoi rami terminali: l'arteria plantare mediale e all'arteria plantare laterale.
Mentre nel tratto prossimale l'arteria tibiale decorre al di sotto del muscolo tricipite della sura, nel tratto distale si fa superficiale, ponendosi medialmente al tendine di Achille, poggiando direttamente sulla tibia e ponendosi sull'articolazione tibiotarsica. A livello della doccia calcaneale è coperta dal solo retinacolo dei muscoli flessori. A questo livello è in rapporto, posteriormente, col tendine del muscolo flessore lungo dell'alluce e, anteriormente, col muscolo flessore lungo delle dita.
L'arteria tibiale posteriore è posta in rapporto con le sue due vene satelliti.

## Nota clinica
È possibile apprezzare, posteriormente al malleolo mediale del piede, un polso arterioso periferico dovuto al passaggio, a questo livello, dell'arteria tibiale posteriore.